# Tvindkraft

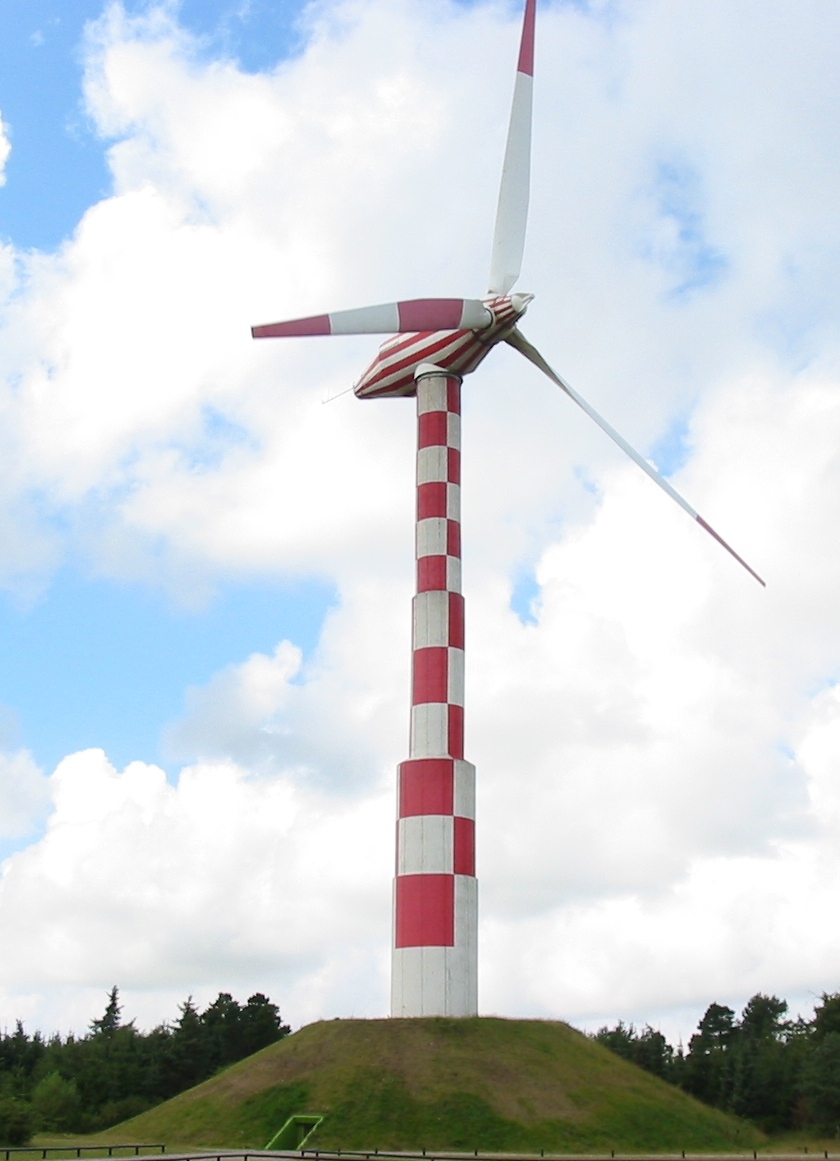
Tvindmøllen

Tvindkraft eller Tvindmøllen är en 2 MW stor vindturbin uppförd och driven av skolsamverkan Tvind vid Ulfborg i Vestjylland, Danmark. 
När vindkraftverket togs i drift år 1978 var det världens största. Kommersiella vindkraftverk med samma kapacitet kom först i slutet av 1990-talet. Tvindkraft betraktas som ett djärvt pionjärprojekt som skulle bana väg för vindkraftens genomslag i Danmark. Vindkraftverket är fortfarande i drift, och i juli 2007 hade det producerat 16 miljoner  kWh.

## Historia

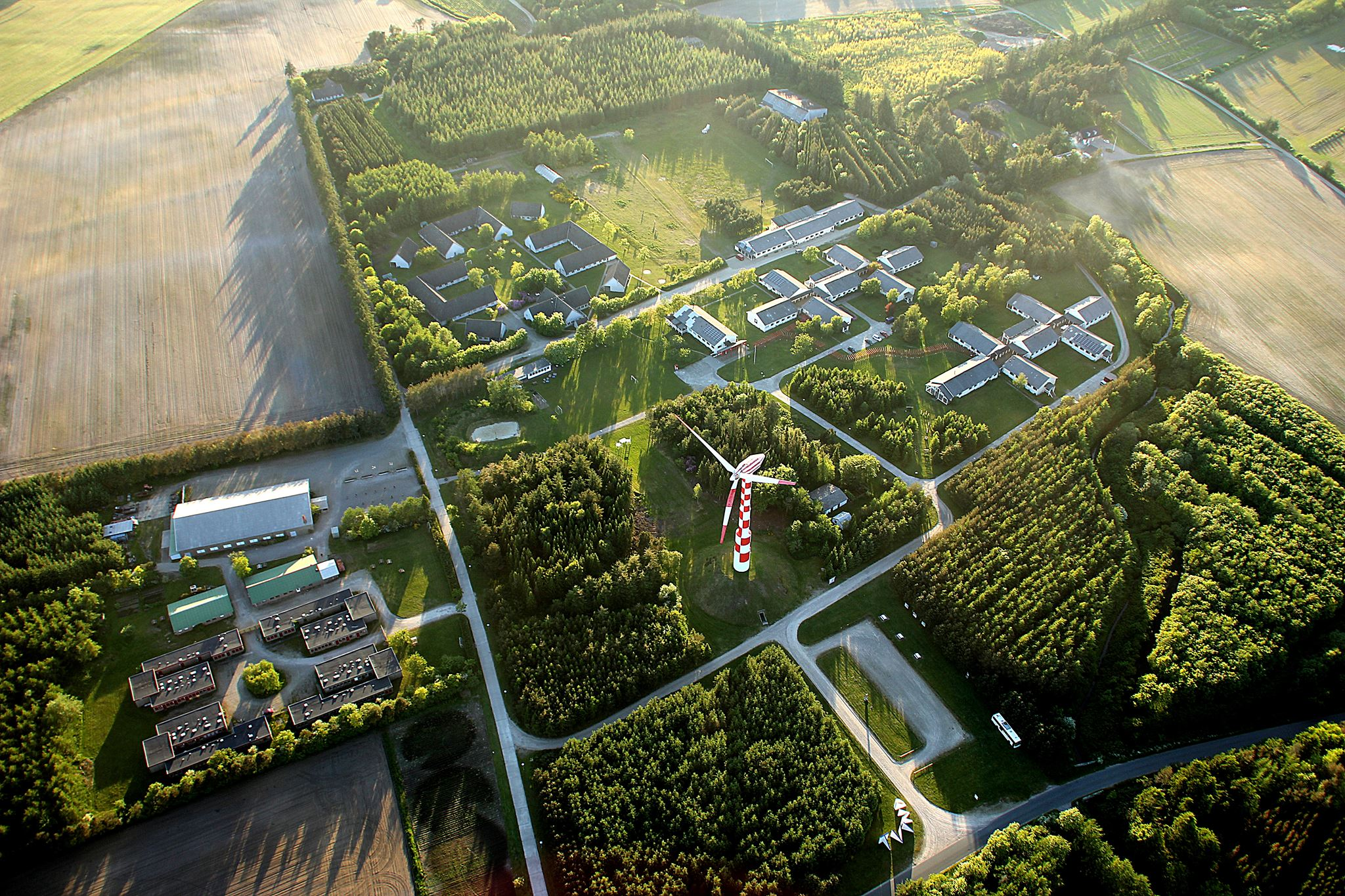
Tvindmøllen med omgivningar.

Lärarna på skolsamverkan Tvind beslutade 1970 att bygga världens största vindkraftverk för att förse Tvind-skolorna med förnybar energi. Bygget påbörjades den 29 maj 1975 och efter 3 år, 26 april 1978 började turbinen att producera el.
Turbinen byggdes av hundratals amatörer, som förde in idéer och kunskap från experter, bland annat från Danmarks Tekniske Højskole och Risø DTU. Vingarna i epoxiförstärkt glasfiber har utvecklats och testats av professor Ulrich Hütter vid Stuttgarts universitet. Vingen testades först i ett litet försöksverk på 20 kW där vingens utformning testades i praktiken.
Vindkraftverket har krävt lite underhåll. År 1993 blev dock alla vingarna utbytta efter att en av de fem ton tunga vingarna hade fallit av.
Vindkraftverket kör idag med alla originaldelar bortsett från vingar och vinglager, som har skiftats. Speciellt med verket är att det är en så kallad "bagløber" (baklöpare), det vill säga vinden kommer in bakifrån. Orsaken till att vindkraftverk normalt inte byggs så är att vinden då måste passera tornet innan den når vingarna.
- 1989 byttes ett vinglager
- 1993 byttes alla tre vingarna och de två återstående vinglagren
- 1999 målades verket vitt och rött
- 2000 blev svängningsstyrning och styrningsverk moderniserat
- 2004 byttes ytterligare ett vinglager
- 2008 ökades verkets kapacitet till 1 MW genom att bygga en ny frekvensomformare.

## Tekniska detaljer
Det 54 meter höga tornet, och den konformade bottendelen är tillverkat av armerad betong, med en total vikt på 1620 ton. Nacellen (generatorhuset) är gjord av valsade stålplåtar, är 15 meter långt och har en diameter på 4,8 meter.
Generatorn som installerades var en begagnad 8-polig synkrongenerator på 1725 kW tillverkad  1954 av ASEA för ett svenskt vattenkraftverk. Transmissionen kom från ASEA var tillverkad 1958. Den hade varit som reservdel vid en koppargruva i norra Sverige, och var oanvänd. Huvudaxeln med en diameter av 700 mm var ursprungligen en propelleraxel i en oljetanker som hittades på ett Skrotningsvarv i Amsterdam.
Vindkraftverket har tre roterande vingar på 27 meter, alltså en rotorarea på 2290 kvadratmeter. Tidigare Gedsermøllen den största i Danmark, med en kapacitet på 200 kW och en rotorarea på 450 kvadratmeter.
Vindkraftverkets maximala kapacitet på nära 2 MW uppnåddes vid 36 varv per minut, men det var från början begränsat till att köra på max 22 varv/min, vilket ger en maximal hastighet på vingspetsen på 240 km/h och en effekt på 900 kW. Orsaken till denna begränsning var att skolorna inte behövde så mycket ström, men också att vingarna nådde tornets egensvängningsfrekvens vid 27 varv/min. Om verkets skulle köras vid en sådan rotationshastighet skulle detta leda till materialutmattning och avsevärt förkorta turbinens livslängd.
Frekvensomformaren som ursprungligen installerades kunde bara 450 kW, så överskottsenergin (upp till 550 kW) gick till Tvinds centralvärmesystem, men ofta, särskilt på sommaren, översteg kapaciteten långt behovet av varmvatten. Först 2008 sattes en ny frekvensomformare på 1 MW in, så att vindkraftverket kan leverera 1 MW elenergi.
Till skillnad från mer moderna vindkraftverk är Tvindmøllen i liten grad automatiserad, och  övervakas därför manuellt av de så kallade "kvarnskötarna" ( møllepasserne) för att garantera säker och effektiv drift. Dessutom har det inneburit att det har producerats mindre ström än vad som är potentiellt möjligt.
Tvindmøllan startar vid en vindhastighet på 2,5 m/s, arbetar maximalt vid 8 m/s och stannar vid 22 m/s (vindbyar) eller 16 m/s (genomsnitt). 

## Betydelse
Idén om Tvindmøllen såg dagens ljus i början av 1970-talet, i en tid då de energikällor som skulle leverera energi till framtidens Danmark var en ofta debatterad offentlig fråga. Sveriges första kärnkraftverk, Oskarshamn 1 stod färdigt 1972, och Barsebäck 1, som låg bara 20 km bort från Köpenhamn, byggdes 1975. I Danmark blev  Atomenergikommisionens Forsøgsanlæg Risø (senare Risø DTU) invigt 1958, och intresset för kärnkraft, men även vindkraft, fick ett uppsving efter oljekrisen 1973. Efter uppförandet av Gedsermøllen 1958 hade vindkraft länge fått liten uppmärksamhet, och det var denna miljö som man genom Tvind ville göra något åt. Och de lyckades både att testa ut ny teknologi och framför allt att skapa en viktig inspirationskälla.
Enligt Egon Kristensen, en av pionjärerna i Siemens Wind Power (tidigare ”Bonus Energy), var Tvindmøllen ”en mycket viktig inspirationskälla, som alla, som ville något med vindkraft, besökte. Och många av dem, som har medverkat i byggandet av möllan på Tvind har påverkat vindkraftsutvecklingen sedan, antingen inom industrin eller vid forsknings- och försöksanläggningar."